# 安麦角
安麦角（INN：amesergide；开发代号：LY-237733）是一种血清素受体拮抗剂，属于麦角灵和麦角酰胺家族，与美西麦角相关。盖药物由礼来公司开发，用于治疗多种疾病，包括抑郁症、焦虑症、精神分裂症、男性性功能障碍、偏头痛和血栓形成，但从未上市。在停止开发之前，它已进入治疗抑郁症、勃起功能障碍和早泄的II期临床试验。